# Шварме
Шварме (нем. Schwarme) — община в Германии, в земле Нижняя Саксония.
Входит в состав района Дипхольц. Подчиняется управлению Брухгаузен-Фильзен. Население составляет 2435 человек (на 31 декабря 2010 года). Занимает площадь 24,29 км².
| Год  | Население |
| ---- | --------- |
| 1990 | 1901      |
| 1995 | 2019      |
| 2000 | 2370      |
| 2005 | 2504      |
| 2010 | 2443      |